# 乾癬性関節炎
乾癬性関節炎（かんせんせいかんせつえん、英: Psoriatic arthritis）は、乾癬に罹患している人にみられる長期にわたる炎症性関節炎の1つである。どの関節にも発症する。よくみられる症状は、見た目がソーセージのように全体的に腫れた指先などである。爪にみられる変化には、小さな陥凹（陥入）、肥厚、爪床からの剥離などがある。乾癬患者の85％は、関節炎を発症する前に皮膚の変化（発赤、鱗屑状、痒みを伴う斑点）がみられる。
原因は、遺伝と環境的な要因の組み合わせによる。罹患者の1/3～1/2は乾癬を患っている親戚がいる。約25%～50%がHLA-B27遺伝子型を持っている。また、肥満や高血圧とも関連している。乾癬性関節炎は脊椎関節症の一種に分類されている。診断は症状に基づいておこなわれる。
治療は、軽度の場合にはNSAIDsが用いられるが、重度の場合にはメトトレキサートやTNF阻害薬が用いられる。その他の対策には、理学療法があげられる。症例によっては重度の障害につながることもある。
乾癬性関節炎は、人口の0.3％～1％（乾癬患者の最大30％）が罹患する。この人口には子供と大人の両方が含まれている。男女共に同等の頻度で発症する。アジア系やアフリカ系の人々にはあまり一般的ではない疾患である。乾癬性関節炎が最初に明確に説明されたのは1973年である。